# NGC 7383
NGC 7383 је спирална галаксија у сазвежђу Пегаз која се налази на NGC листи објеката дубоког неба.
Деклинација објекта је + 11° 33' 25" а ректасцензија 22h 49m 35,5s. Привидна величина (магнитуда) објекта NGC 7383 износи 14,1 а фотографска магнитуда 15,1. NGC 7383 је још познат и под ознакама MCG 2-58-14, CGCG 430-12, NPM1G +11.0551, PGC 69809.